# Roskilde Festival 1971
Roskilde Festivalen, dengang under navnet Sound Festival, blev afholdt for første gang i 1971 fra den 28. august til den 29. august. Festivalen blev arrangeret af de to lokale gymnasieelever på 17 og 18 år, Mogens Sandfær og Jesper Switzer Møller, og promotoren Carl Fischer.

## Musikgrupper
- Alex Campbell (UK)
- Alrune Rod (DK)
- Andrew John (UK)
- Burnin Red Ivanhoe (DK)
- Cæsar (DK)
- Day Of Phoenix (DK)
- Delta Blues Band (DK)
- Per Dich (DK)
- Povl Dissing (DK)
- Dr. Dopo Jam (DK)
- Engine (DK)
- Fessors Big City Band (DK)
- Fujara (DK)
- Gasolin (DK)
- Grease Band (UK)
- Klosterband (DK)
- Per Kofoed (DK)
- Lousiana Hot Seven (DK)
- Midnight Sun (DK)
- No Name (DK)
- Papa Bues Jazzband (DK)
- Phillias Fogg (DK) det første band der spillede. Vagn Nørgård guitar, tværfløjte, sang, Peter Bjørn Hansen guitar og sang, Rolf Pedersen Trommer, Torben Eriksen bas, Hans Ulrik guitar, Jørgen Olsen sang
- Sebastian (DK)
- Skin Alley (UK)
- Mick Softley (UK)
- Spider John Koerner (US)
- Stefan Grossman (US)
- Strawbs (UK)
- Sunny Side Stompers (DK)
- Surprise (DK)
- Tom Bailey (UK)
- Vanis Aften (DK)[1]

## Eksterne kilde/henvisninger
1. ↑  Plakat Arkiveret 30. august 2019 hos  Wayback Machine på festivalhistorik.dk hentet 30. august 2019

- 1971: Den første festival b.dk 29. juni 2010,